# Гармоні Іканде
Гармоні Іканде (англ. Harmony Ikande, нар. 2 вересня 1990, Кано) — нігерійський футболіст, півзахисник та нападник.

## Клубна кар'єра
Народився 2 вересня 1990 року в місті Кано. Вихованець футбольної академії італійського «Мілана».
У дорослому футболі дебютував 2010 року виступами на умовах оренди за команду клубу «Монца», в якій взяв участь лише у 5 матчах чемпіонату. До 2011 року грав також на орендних умовах за нижчолігові «Поджібонсі» (Італія) та «Естремадура УД» (Іспанія).
З 2011 року один сезон захищав кольори команди угорського «Гонведа», за головну команду якого провів лише дві гри. 2012 року перебрався до Ізраїлю, де захищав кольори спочатку «Бейтара» (Єрусалим), а згодом ашкелонського «Хапоеля».
До складу ужгородської «Говерли» приєднався влітку 2013 року. Дебютував за український клуб 17 серпня 2013 року у грі проти харківського «Металіста». За два тижні, 31 серпня, відзначився дебютним голом в українській першості, забивши єдиний м'яч своєї команди у програній з рахунком 1:2 грі проти полтавської «Ворскли».
За перші пів року провів 10 матчів в чемпіонаті і забив один гол, але взимку зник з команди, пропустивши усі три зимових збори команди. Після прибуття до стану «Говерли» у березні 2014 року футболіст був вигнаний з команди через недотримання режиму.

## Виступи за збірні
З 2009 року залучався до складу молодіжної збірної Нігерії. На молодіжному рівні зіграв у 3 офіційних матчах.
2011 року дебютував в офіційних матчах у складі національної збірної Нігерії. Наразі провів у формі головної команди країни одну гру.